# Пепе, Нико
Нико Пепе (итал. Nico Pepe; 19 января 1917 или 19 января 1907, Удине — 13 августа 1987, Удине) — итальянский актёр театра, кино и телевидения, театральный режиссёр, актёр озвучивания.

## Биография
Дебютировал в 1930 году на сцене Пикколо-театро в Милане. Играл вместе с Паолой Борбони. Был основателем и директором Teatro Stabile di Torino в Турине. Некоторое время руководил театром Ateneo в Риме.
Амплуа — комический актёр. Кроме игры в театре, с 1936 по 1981 год снялся в 89 фильмах.

## Избранная фильмография
- 1939 — Обвиняемый, встаньте! / Imputato, alzatevi! — эпизод
- 1941 — Тереза-Пятница / Teresa Venerdì — Паскуале Гроссо, доктор
- 1942 — Заза / Zazà — импресарио
- 1948 — Горький рис / Riso amaro — Беппе
- 1949 — Лапа дьявола / Patto col diavolo
- 1949 — Без ума от оперы / Follie per l’opera
- 1950 — Тото Тарзан / Totò Tarzan
- 1950 — 12-й неуловимый / L’inafferrabile 12
- 1951 — Красавицы на велосипедах / Bellezze in bicicletta (Италия) — работник солдатской кухни
- 1952 — Президентша / Presidentessa, La
- 1952 — Дочь дьявола / Figlia del diavolo, La — «незнакомец»
- 1952 — Ангелы квартала / Angeli del quartiere, Gli — Джузеппе
- 1953 — Фрине — восточная куртизанка / Frine, cortigiana d’Oriente
- 1953 — Пляж / La spiaggia — тощий бывший курильщик
- 1954 — Виконт де Бражелон / Visconte di Bragelonne, Il
- 1954 — Сто лет любви / Cento anni d’amore — офицер папского войска (новелла «Гарибальдина»)
- 1954 — Сто серенад / Cento serenate
- 1954 — Хлеб, любовь и ревность / Pane, amore e gelosia — маршал Спотти
- 1955 — Три вора / I tre ladri
- 1955 — Самая красивая женщина в мире / Donna più bella del mondo, La — Луи
- 1955 — Приключения Джакомо Казановы / Le avventure di Giacomo Casanova
- 1960 — Тысяча глаз доктора Мабузе / Die 1000 Augen des Dr. Mabuse
- 1960 — Крикуны перед судом / Urlatori alla sbarra
- 1960 — Синьорами рождаются / Signori si nasce
- 1961 — Чёрный монокль/ Le monocle noir — Броцци
- 1961 — Трехспальная кровать / Letto a tre piazze — директор отеля
- 1970 — Король-олень / Re Cervo
- 1971 —  Певичка / La Sciantosa — Сапоретти
- 1973 — Это я / Sono stato io!
- 1981 — Без корней / Matlosa